# 레이캬비크 정상회담

로널드 레이건(왼쪽)과 미하일 고르바초프(오른쪽)

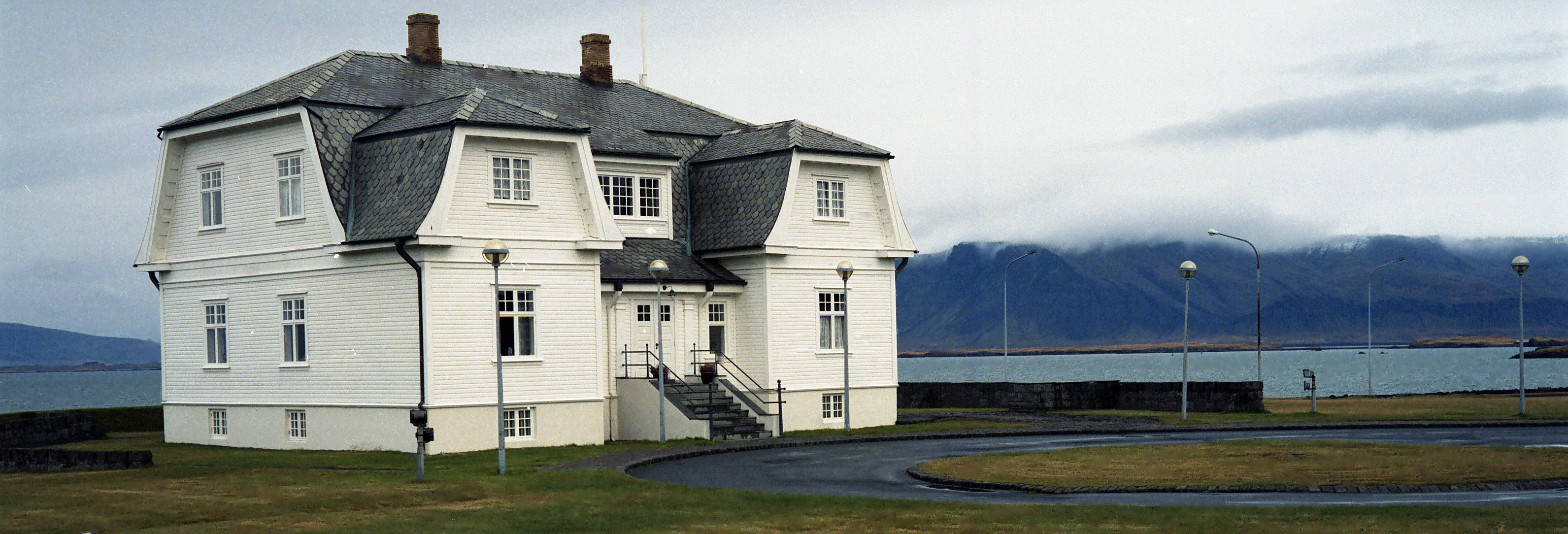
1986년 미국과 소련이 개최한 레이캬비크 정상회담이 회프디(Höfði) 건물에서 열렸다.

레이캬비크 정상회담(영어: Reykjavík Summit)은 냉전 말기 미국 대통령 로널드 레이건과 소련 서기장 미하일 고르바초프가 아이슬란드의 수도 레이캬비크의 회프디에서 1986년 10월 11일에서 12일에 걸쳐 치러진 정상 회담이다. 초청국인 아이슬란드 공화국의 총리 스테잉리뮈르 헤르만손이 주관했다. 회담은 결국 결렬되고 말았으나, 이후 냉전의 종식에 일정한 역할을 담당했다고 평가받고 있다.

## 같이 보기
- 비핵화